# The Obsidian Conspiracy
The Obsidian Conspiracy är det sjunde studioalbumet av det progressiv metal-bandet Nevermore, utgivet 2010 av skivbolaget Century Media Records.

## Låtlista
1. "The Termination Proclamation" – 3:12
2. "Your Poison Throne" – 3:54
3. "Moonrise (Through Mirrors of Death)" – 4:03
4. "And the Maiden Spoke" – 5:00
5. "Emptiness Unobstructed" – 4:39
6. "The Blue Marble and the New Soul" – 4:41
7. "Without Morals" – 4:19
8. "The Day You Built the Wall" – 4:23
9. "She Comes in Colors" – 5:34
10. "The Obsidian Conspiracy" – 5:16

Text: Warrel Dane
Musik: Jeff Loomis

## Medverkande
Nevermore
- Warrel Dane – sång
- Jeff Loomis – gitarr
- Jim Sheppard – basgitarr
- Van Williams – trummor

Produktion
- Peter Wichers – producent, ljudtekniker
- Andy Sneap – ljudmix, mastering
- Bob Wayne, Andy Gibson – producent (basgitarr, sång)
- John Winters – producent (basgitarr, sång – spår 6, 10)
- Mattias Nilsson, Layne McKay – assisterande ljudtekniker
- Travis Smith – omslagsdesign! omslagskonst